# Дмитриев, Виктор Вениаминович
Виктор Вениаминович Дмитриев (23 декабря 1955, Челябинск — 10 марта 2000, Темиртау, Карагандинская область) — советский хоккеист, защитник. Казахстанский тренер.

## Биография
Воспитанник челябинского спортклуба «Восход». В сезонах 1973/74, 1975/76 провёл три матча в чемпионате СССР за челябинский «Трактор». В сезонах 1975/76 — 1977/78 играл за «Металлург» Челябинск. В рамках армейской службы в течение двух сезонов выступал за СКА Свердловск и СКА Ленинград. 12 сезонов отыграл за команду второй лиги (в последнем сезоне — первой) «Строитель» Темиртау. Был в команде играющим тренером, вторым тренером и старшим тренером (1994/95).
Занимался бизнесом. 10 марта 2000 года был убит в собственной квартире вместе с женой, 15-летним сыном и тёщей. В 2005 году в России был найден убийца, заявивший, что совершил преступление в одиночку.